# Martín del Pomar
Manuel Ángel Martín del Pomar Saettone (San Isidro, 16 de abril de 1975) es un periodista, abogado y político peruano. Fue alcalde del distrito de Barranco desde 2003 hasta el 2006.

## Biografía
Siguió la carrera de Derecho y Ciencias Políticas en la Universidad San Martín de Porres, desde el año 1995 al año 2000. Se inició en la vida política como dirigente universitario en las protestas universitarias contra la destitución de los miembros del Tribunal Constitucional del Perú durante el gobierno de Alberto Fujimori, entre los años 1998 y 1999. 
Ingresa en 1992 al programa Nubeluz como gólmodi, donde estuvo hasta el año siguiente. En 1995 participa como actor en Malicia, una popular novela de Iguana Producciones. 
Entre los años 1999 y 2001 fue conductor de los programas periodísticos Esta Noche Noticias en Canal A, y luego conduce el matutino América Hoy en América Televisión.
El año 2002 publica el libro de cuentos "Junto al Fuego".

### Alcalde de Barranco
El año 2003 postula y es elegido como alcalde del distrito de Barranco a los 27 años. Postula a un segundo mandato pero sin éxito.
Actualmente se desempeña como Gerente General de su estudio de abogados, es magíster en Administración de Políticas Públicas con la tesis “Protocolos de acción del estado frente a los animales de compañía en situación de abandono” y es además profesor de Ciencia Política.

## Trabajos en televisión
- Nubeluz (Panamericana Televisión). 1992 - 1993. Gólmodi.
- Malicia (Frecuencia Latina). 1995.
- Esta Noche Noticias (Canal A). 1999 - 2000. Conductor.
- América Hoy (América Televisión). 2001. Conductor.